# ميشيل باين
ميشيل باين (بالإنجليزية: Michelle Payne)‏ (29 سبتمبر 1985) فارسة أسترالية. فازت بكأس ملبورن عام 2015، وركوب أمير اندز، وكانت أول فارسة من الإناث تفوز بهذه المسابقة.

## حياتها
هي المولود الأصغر والابنة الصغرى لعائلة بادي وماري باين، نشأت باين في مزرعة في ماينرز ريست، وهي ناحية قريبة من بالارات في فيكتوريا المركزية، أستراليا. توفيت والدتها ماري في حادث دراجة نارية عندما كانت باين بعمر الستة أشهر، تاركة والدها بادي مسؤولًا عن تربية أبنائه العشرة كأب أعزب.
حلمت باين منذ الصغر بالفروسية، وفي عمر السابعة، أخبرت أصدقاءها أنها ستفوز بكأس ملبورن. درست باين في مدرسة «مساعدة سيدتنا للمسيحيين» الابتدائية وفي جامعة لوريتو في بالارات، ودخلت مضامير السباق بعمر الخامسة عشر، وكانت بذلك الابنة الثامنة لعائلة باين المشاركين في السباقات.  لباين إرث أسترالي إيرلندي.

## مهنتها
فازت باين في سباقها الأول في بالارات بركوبها خيلًا مدربًا من قبل والدها. في أيار/ مايو عام 2001، سقطت بشكل أليم في إحدى السباقات في مضمار سانداون في ميلبورن، فانكسرت جمجمتها وتأذى دماغها، وكنتيجة لمدة نقاهتها الطويلة بما في ذلك وقعة أخرى كسرت فيها معصمها، منحت باين فترة تدريب مدتها ثلاثة أشهر سمحت لها باستعادة زمام الأمور.
فازت باين بسابق المجموعة الأولى الأول لها، سباق توراك للمعوقين في مضمار كولتفيلد راكبة خيل أليز وندر في 10 تشرين أول/ أغسطس عام 2009، ثم عرض عليها مدربها بارت كامينغز المشاركة في كأس كولتفيلد في الأسبوع التالي لفوزها. كانت باين الفارسة الثالثة المشاركة بكأس كولتفيلد. ركبت باين في مشاركتها الأولى بكأس ملبورن لعام 2009 خيل أليز وندر يملكه مدربها كامينغز. كان وزنها 50.5 كغ، وضع الفرس في الحقل السادس عشر من أصل 23 في مضمار السباق. عام 2010 ركبت باين خيل «يوزاي» وفازت بجولة نادي «ذا ثاوزند غينيز» في كولتفيلد.

### كأس ملبورن 2015
حازت باين عام 2015 على اهتمام محلي عندما فازت بسباقين في كرنفال كأس ملبورن في مضمار فلمنغتون، كان أحدهما سباق هيلتون هوتيلز ستيكس أما الثاني فكان كأس ملبورن بحد ذاته. وصفت باين شعورها بأنها كانت تطفو على الغيوم وهو إحساس جميل. فازت باين بكأس ملبورن في 3 تشرين الثاني/ نوفمبر عام 2015 بركوبها خيل «أمير بنزانس» وهو خيل غيلدينغ من جنس الإكين عمره ست سنوات، والذي كانت علاقتها به وثيقة لفترة طويلة الأمد.
تتضمن الاستراتيجية التدريبية التي استخدمتها لتصدر السباق التركيز على العداء السريع، والعلاقة الوثيقة بين الفارس وخيله. أفادت باين: «أتعلم أمرًا؟ لا يتعلق الأمر برمته بالقوة، هناك الكثير من الأمور الأخرى المتعلقة مثل حمل الخيل على المحاولة من أجلك، وأن يكون خيلك صبورًا».
كانت باين الأنثى الأولى التي تفوز بكأس ملبورن خلال تاريخ 155 عامًا، وكانت الأنثى الرابعة المشاركة في السباق وكانت بذات الوقت ترتدي زيًا بألوان حركة حق تصويت المرأة: البنفسجي والأخضر والأبيض. خلال المقابلة وبفترة وجيزة بعد فوزها بكأس ملبورن، قالت باين إن سباق الخيل هي رياضة شوفينية. وُصف خطابها القصير حول استطاعة المرأة في مجال الرياضة بأنه «واضح ومثير».  أفادت لاحقًا بأنها تأمل بأن يساعد فوزها فارسات الخيل الأخريات.
كان فوزها مفاجأة للمراهنين والمخاطبين. الخيل الذي اشتُري بمبلغ 50000 دولار (قيمة وصفها الكاتبون بأنها فكّة أو عملة صغيرة بالنسبة لسعر خيل) أبدى فرصة ضئيلة بالفوز من 1-100، وبعد فوزها نُقد السير الحاكم العام لأستراليا بيتر كوسجروف ومخاطبون آخرون لإخفاقهم في عدم جهوزيتهم بتحضير خطاب تهنئة للفائزة بهذا النصر التاريخي.

### مواسم 2016-2017
في أيار/ مايو عام 2016، عانت باين من أذيات حشوية شديدة بعد سقوطها في سباق في ميلدورا. فخضعت إلى عملية جراحية إسعافية للبنكرياس المعطوب، أنقذ الجراحون العضو المصاب، ولولا التدخل الجراحي لأصبحت باين مريضة بداء السكري.
عادت باين إلى السباق في أيلول/ سبتمبر 2016، إلا أنها أشارت إلى أن أهدافها المستقبلية تتضمن الانتقال من كونها فارسة فقط إلى أن تصبح مدربة ركوب الخيل.
في تشرين الأول/ أكتوبر 2016، حازت على جائزة «دون» في صالة مشاهير أستراليا للرياضيين. تُعطى جائزة دون للرياضيين الذين اعتُبروا خلال إنجازاتهم -على سبيل المثال في الأشهر الإثني عشر السابقة- الأشخاص الأكثر إلهامًا للأمة. [29]  
في أيار/ مايو 2017، حازت باين على معرفة وانتباه عالميين عندما نالت جائزة لونغانز للسيدات في واشنطن في الولايات المتحدة الأمريكية. قُدمت الجائزة لباين إشادةً بالمرأة المميزة التي كانت مسيرتها المهنية مصدر إلهام والتزام استثنائي بشأن جنس خيول إكين.
في 23 حزيران/ يونيو عام 2017، مُنعت باين من السباق بعد إيجابية اختبار تعاطيها عقار الفينتيرمين، كابح الشهية الممنوع حسب قاعدة السباق الأسترالي 81B، إذ وجدت بقاياه في عينات بول باين في اختبار أجرته في 11 حزيران/ يونيو عام 2017، في اجتماع كأس سوان هيل. تعرضت باين لجرح أو أذية بعد مشاركتها في سباق حكام فيكتوريا في 29 حزيران/ يونيو عام 2017.
أقرت باين بأخذها لمادة فينتيرمين ومنعت لمدة أربعة أسابيع حتى 21 تموز/ يوليو عام 2017. قالت باين بعد التحقيقات: «يقع اللوم الكامل عليّ، أندم على عدم سعيي للحصول على المزيد من التوجيهات، ولم أكن ملتزمة، وهذا خطئي تمامًا. أقدم اعتذاري الحقيقي للجميع».